# گوران اشپرم
گوران اشپرم (انگلیسی: Goran Šprem؛ زادهٔ ۶ ژوئیهٔ ۱۹۷۹) بازیکن هندبال اهل کرواسی است.